# Comuna Lipova, Bacău
Lipova este o comună în județul Bacău, Moldova, România, formată din satele Lipova (reședința), Mâlosu, Satu Nou, Valea Caselor, Valea Hogei, Valea Mărului și Valea Moșneagului.

## Așezare
Comuna se află în extremitatea nord-estică a județului, la limita cu județele Neamț și Vaslui, în bazinul hidrografic al râului Lipova, un afluent al Tutovei. Este traversată de șoseaua județeană DJ241C, care o leagă spre sud-est în județul Vaslui de Dragomirești (unde se termină în DN2F) și spre nord și vest în județul Neamț de Oniceni și înapoi în județul Bacău de Roșiori. La Valea Caselor, din acest drum se ramifică șoseaua județeană DJ241D, care duce spre sud la Plopana (unde se termină în același DN2F).

## Demografie
Componența etnică a comunei Lipova
     Români (86,3%)
     Alte etnii (0,14%)
     Necunoscută (13,56%)
Componența confesională a comunei Lipova
     Ortodocși (85,35%)
     Alte religii (0,95%)
     Necunoscută (13,7%)
Conform recensământului efectuat în 2021, populația comunei Lipova se ridică la 2.853 de locuitori, în scădere față de recensământul anterior din 2011, când fuseseră înregistrați 2.890 de locuitori. Majoritatea locuitorilor sunt români (86,3%), iar pentru 13,56% nu se cunoaște apartenența etnică. Din punct de vedere confesional, majoritatea locuitorilor sunt ortodocși (85,35%), iar pentru 13,7% nu se cunoaște apartenența confesională.

## Politică și administrație
Comuna Lipova este administrată de un primar și un consiliu local compus din 13 consilieri. Primarul, Costel Baciu[*], de la Partidul Social Democrat, este în funcție din 1996. Începând cu alegerile locale din 2024, consiliul local are următoarea componență pe partide politice:
|  | Partid                          | Consilieri | Componența Consiliului | Componența Consiliului | Componența Consiliului | Componența Consiliului | Componența Consiliului | Componența Consiliului | Componența Consiliului |
|  | ------------------------------- | ---------- | ---------------------- | ---------------------- | ---------------------- | ---------------------- | ---------------------- | ---------------------- | ---------------------- |
|  | Partidul Social Democrat        | 7          |                        |                        |                        |                        |                        |                        |                        |
|  | Partidul Național Liberal       | 4          |                        |                        |                        |                        |                        |                        |                        |
|  | Alianța pentru Unirea Românilor | 2          |                        |                        |                        |                        |                        |                        |                        |

## Istorie
La sfârșitul secolului al XIX-lea, comuna făcea parte din plasa Racova a județului Vaslui și era formată din satele Lipova-Răzeși, Valea Caselor, Valea Moșneagului și Mijlocu, având în total 1209 locuitori. În comună erau două biserici și o moară de apă. Anuarul Socec din 1925 o consemnează în plasa Pungești a aceluiași județ, având în compunere satele Lipova, Popești, Valea Caselor, Valea Moșneagului și Mâlosu.
În 1950, comuna a fost transferată raionului Bacău din regiunea Bacău. În 1968, a trecut la județul Bacău, în alcătuirea actuală.